# Mollau
Mollau település Franciaországban, Haut-Rhin megyében. Lakosainak száma 334 fő (2022. január 1.). Mollau Husseren-Wesserling, Storckensohn, Rimbach-près-Masevaux és Mitzach községekkel határos.

## Népesség
A település népességének változása:
| Lakosok száma | 377  | 359  | 361  | 349  | 343  | 341  | 339  | 338  | 334  |
|               | 2013 | 2015 | 2016 | 2017 | 2018 | 2019 | 2020 | 2021 | 2022 |